# Calceolaria cordiformis
Calceolaria cordiformis là một loài thực vật có hoa trong họ Calceolariaceae. Loài này được Edwin ex Moldau mô tả khoa học đầu tiên năm 1988.